# Karoo (crater)
Karoo este un crater pe asteroidul 253 Mathilde, numit după Marele Bazin Karoo, un bazin de cărbune din Africa de Sud. Are 33,4 kilometri în diametru și a fost cel mai proeminent crater văzut în timpul zborului NEAR Shoemaker al asteroidului.

## Mistere despre formarea lui Karoo
Diametrul critic al craterului este scara la care craterizarea „devine globală” și are ca rezultat un crater distinct și solitar.
Toate craterele mai mici - oricât de mare ar fi D crit - sunt evenimente locale. Mathilde este astfel un caz deosebit de interesant, deoarece este cel mai mare asteroid fotografiat la o rezoluție suficientă pentru a arăta că topografia sa este în mod clar exogenă, guvernată de impacturi. Mathilde are mai multe cratere de dimensiuni similare cu Karoo; în funcție de scalarea regimului gravitațional, a suferit aproximativ 5 impacturi cu obiecte, variind de la aproximativ 0,8 până la 1,2 km diametru, fără a fi lovit o dată de un obiect suficient de mare pentru a-l perturba. Acest lucru pare ciudat, iar Cheng și Barnouin-Jha (1999)  consideră că supraviețuirea Mathildei este puțin probabilă și fac apel la impacturi oblice. Dar poate fi un efect al conservării în cazul în care D crit este atât de mare încât chiar și craterele care se întind pe o emisferă sunt, prin definiție, „locale”. Dacă, de exemplu, atenuarea Mathildei este ceva mai mare decât de obicei, să spunem α = 1,4, atunci pe baza Fig. 2 niciunul dintre craterele sale nu depășește diametrul critic al craterelor. Acest lucru ar explica aglomerația craterelor gigantice, deoarece niciunul dintre acestea nu ar duce la degradarea globală. Într-adevăr, dacă Karoo, cu 33 de km în diametru, reprezintă D crit și a refăcut suprafața asteroidul, apoi alte 5 sau mai multe impacturi gigantice trebuie să fi avut loc ulterior, ceea ce este foarte neobișnuit, având în vedere că sunt de fapt aproape la fel de mari. Astfel, α = 1,33 din Fig. 2a este probabil o limită inferioară a atenuării lui Mathilde. 
 Fig.2